# Дмитровка (Дмитровский городской округ)

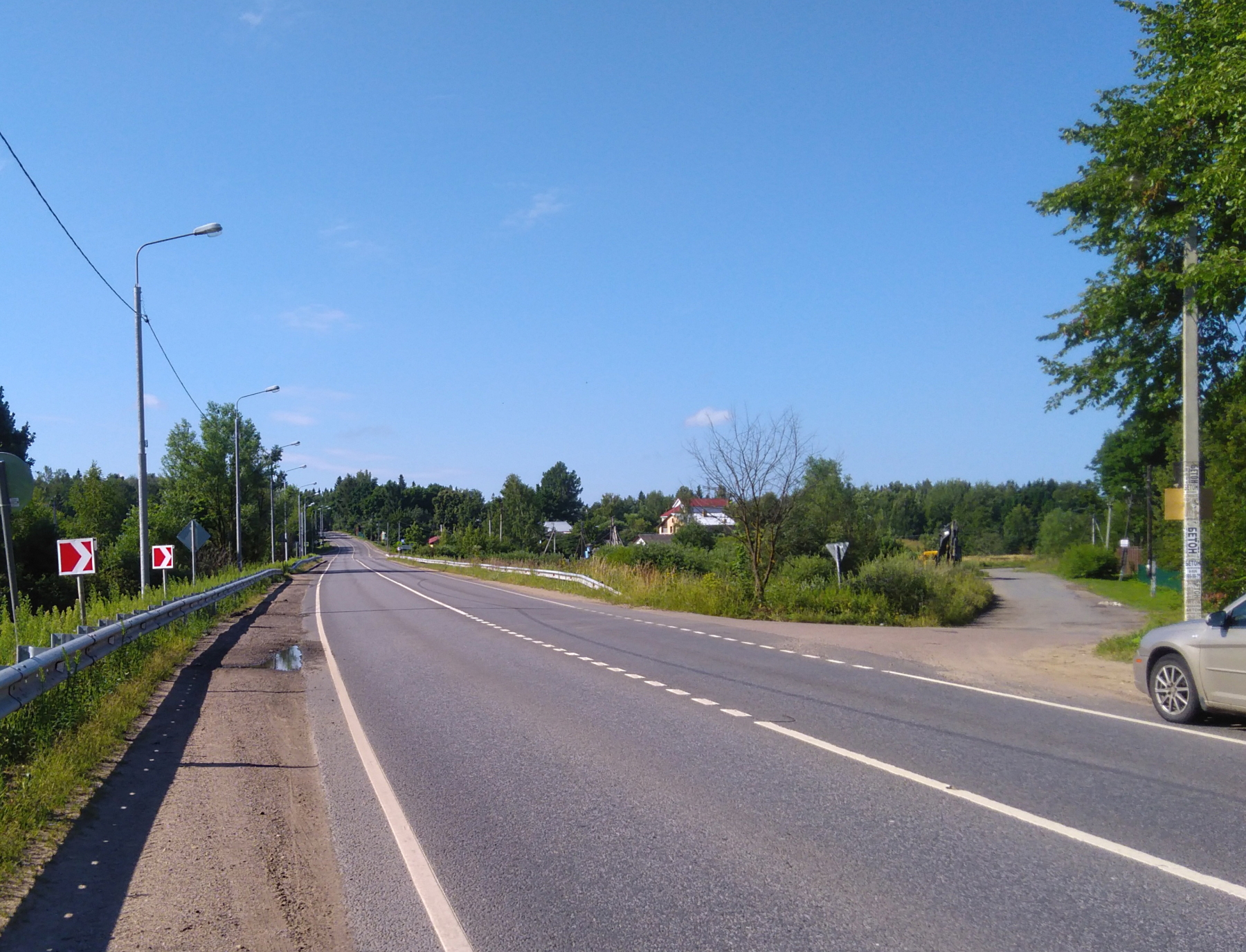
Лето 2022.

Дмитровка — деревня в Дмитровском районе Московской области, в составе Сельского поселения Габовское. До 2006 года Дмитровка входила в состав Каменского сельского округа.

## Расположение
Деревня расположена в юго-западной части района, недалеко от границы с Солнечногорским, примерно в 27 км на юго-запад от Дмитрова, на правом берегу речки Котловки, левого притока реки Волгуши, высота центра над уровнем моря 215 м. Ближайшие населённые пункты — Рождествено на западе, Поповка на северо-западе и Удино на севере. Через деревню проходит региональная автодорога Р-113 Рогачёвское шоссе.

## Население
| 2002 | 2006 | 2010 |
| ---- | ---- | ---- |
| 25   | ↗56  | ↘36  |